# Дерайтер (селище, Нью-Йорк)
Дерайтер (англ. DeRuyter) — селище (англ. village) в США, в окрузі Медісон штату Нью-Йорк. Населення — 408 осіб (2020).

## Географія
Дерайтер розташований за координатами 42°45′31″ пн. ш. 75°53′12″ зх. д. / 42.75861° пн. ш. 75.88667° зх. д. (42.758526, -75.886743).  За даними Бюро перепису населення США в 2010 році селище мало площу 0,89 км², уся площа — суходіл. В 2017 році площа становила 0,96 км², уся площа — суходіл.

## Демографія
Згідно з переписом 2010 року, у селищі мешкало 558 осіб у 228 домогосподарствах у складі 147 родин. Густота населення становила 626 осіб/км².  Було 259 помешкань (291/км²).
Расовий склад населення:
| - 97,7 % — білих - 0,5 % — чорних або афроамериканців - 0,5 % — азіатів - 0,2 % — корінних американців |

До двох чи більше рас належало 1,1 %. Частка іспаномовних становила 0,4 % від усіх жителів.
За віковим діапазоном населення розподілялося таким чином: 23,5 % — особи молодші 18 років, 59,1 % — особи у віці 18—64 років, 17,4 % — особи у віці 65 років та старші. Медіана віку мешканця становила 43,0 року. На 100 осіб жіночої статі у селищі припадало 79,4 чоловіків;  на 100 жінок у віці від 18 років та старших — 80,9 чоловіків також старших 18 років.
Середній дохід на одне домашнє господарство  становив 53 057 доларів США (медіана — 35 521), а середній дохід на одну сім'ю — 68 746 доларів (медіана — 61 250). Медіана доходів становила 42 292 долари для чоловіків та 31 750 доларів для жінок. За межею бідності перебувало 21,8 % осіб, у тому числі 41,9 % дітей у віці до 18 років та 6,3 % осіб у віці 65 років та старших.
Цивільне працевлаштоване населення становило 238 осіб. Основні галузі зайнятості: освіта, охорона здоров'я та соціальна допомога — 23,1 %, роздрібна торгівля — 13,9 %, будівництво — 10,9 %, виробництво — 10,5 %.